# 红岩河
红岩河，是中国长江流域的一条河流，汇入六冲河上源，属于乌江水系。河长102千米，流域面积1180平方千米，多年平均流量17立方米每秒。自然落差984米。水能理论蕴藏量3万千瓦。